# Mark Kerry
Marcus Anthony "Mark" Kerry, född 4 augusti 1959 i Temora i New South Wales, är en australisk före detta simmare.
Kerry blev olympisk guldmedaljör på 4 x 100 meter medley vid sommarspelen 1980 i Moskva.